# Stanić
Stanić – wieś w Chorwacji, w żupanii primorsko-gorskiej, w mieście Cres. W 2011 roku pozostawała niezamieszkana.